# Whitefish Lake (Little Whitefish River)
Der Whitefish Lake (Lake Whitefish ist die engl. Bezeichnung der Heringsmaräne) ist ein See im Thunder Bay District im Südwesten der kanadischen Provinz Ontario.

## Lage
Der 30 km² große Whitefish Lake liegt südwestlich von Nolalu und 70 km westlich von Thunder Bay. Der See besitzt eine offene Wasserfläche und hat eine Ost-West-Längsausdehnung von 11 km sowie eine Breite von 4 km. Die maximale Wassertiefe beträgt 7 m. Der Ontario Highway 588 verläuft entlang seinem Nordufer. Der See wird über den Little Whitefish River, Arrow River und Pigeon River zum Oberen See hin entwässert.

## Seefauna
Der Whitefish Lake ist ein beliebtes Angelgewässer. Im See werden Glasaugenbarsch, Kanadischer Zander, Forellen- und Schwarzbarsch, Hecht, Amerikanischer Flussbarsch und Heringsmaräne gefangen.